# Дискография Джосс Стоун
Дискография английской певицы, автора песен и актрисы Джосс Стоун состоит из пяти студийных альбомов, одного DVD, четырнадцати синглов и одиннадцати музыкальных видеоклипов. На протяжении всей карьеры Стоун продала 11 миллионов альбомов, став одной из успешных певиц своего времени, самой продаваемой исполнительницей 2000-х в жанре соул и самой продаваемой британской певицей своего времени.

## Альбомы

### Студийные альбомы
| The Soul Sessions                                                        | - Выпущен: 24 ноября 2003 - Лейбл: Relentless - Формат: CD, LP, digital download          | 4  | 16 | 4  | 7  | 19 | 23 | 4  | 4  | 14 | 39 | US: 981 000               | UK: 3× платиновая AUS: платиновая AUT: платиновая CAN: платиновая EU: платиновая FRA: золотая GER: золотая SWI: золотая US: платиновая |
| Mind Body & Soul                                                         | - Выпущен: 27 сентября 2004 - Лейбл: Relentless - Формат: CD, LP, digital download        | 1  | 7  | 5  | 3  | 13 | 9  | 7  | 3  | 6  | 11 | US: 1 300 000             | UK: 3× платиновая AUS: золотая AUT: платиновая EU: платиновая GER: золотая SWI: золотая US: платиновая                                 |
| Introducing Joss Stone                                                   | - Выпущен: 12 марта 2007 - Лейбл: Relentless - Формат: CD, LP, digital download           | 12 | 15 | 8  | 5  | 6  | 22 | 6  | 1  | 2  | 2  | US: 652 000 WW: 1 300 000 | AUT: золотая CAN: золотая SWI: платиновая US: золотая                                                                                  |
| Colour Me Free!                                                          | - Выпущен: 20 октября 2009 - Лейбл: Relentless - Формат: CD, digital download             | 75 | 36 | 17 | 50 | 26 | 63 | 26 | 16 | 5  | 10 | US: 93 000                | |
| LP1                                                                      | - Выпущен: 22 июля 2011 - Лейбл: Stone’d/Surfdog - Формат: CD, LP, digital download       | 36 | 58 | 15 | 12 | 15 | 46 | 5  | 6  | 2  | 9  | US: 200 000               | |
| The Soul Sessions Vol. 2                                                 | - Выпущен: 16 июля 2012 - Лейблы: S-Curve, Stone’d - Формат: CD, LP, digital download     | 6  | 42 | 6  | 25 | 23 | 82 | 7  | 2  | 5  | 10 | US: 250 000               | |
| Water for Your Soul                                                      | - Выпущен: 31 июля 2015 - Лейбл: Stone’d - Формат: CD, LP, digital download               | 13 | —  | 13 | 27 | 25 | 77 | 11 | 3  | 1  | 34 | —                         | |
| Never Forget My Love                                                     | - Выпущен: 11 февраля 2022 - Лейбл: Bay Street Records - Формат: CD, LP, digital download | —  | —  | —  | —  | —  | —  | —  | —  | —  | —  | —                         | |
| Знак «—» обозначает, что альбом не попал в чарт страны или не был издан. |                                                                                           |    |    |    |    |    |    |    |    |    |    |                           | |

### Сборники
| Super Duper Hits: The Best of Joss Stone                                 | - Выпущен: 23 сентября 2011 - Лейбл: Virgin - Формат: CD, digital download | — | — | — | — | — | — | — | — | — | — |
| Знак «—» обозначает, что альбом не попал в чарт страны или не был издан. |                                                                            |   |   |   |   |   |   |   |   |   |   |

### Мини-альбомы
| Год  | Название                                                   |
| ---- | ---------------------------------------------------------- |
| 2004 | Sessions@AOL                                               |
| 2007 | Live Session                                               |
| 2007 | Live at Austin City Limits Music Festival 2007: Joss Stone |

## Синглы

### Как основной исполнитель
| Название                                               | Год  | Высшее место в чарте | Высшее место в чарте | Высшее место в чарте | Высшее место в чарте | Высшее место в чарте | Высшее место в чарте | Высшее место в чарте | Высшее место в чарте | Высшее место в чарте | Высшее место в чарте | Высшее место в чарте | Высшее место в чарте | Альбом                 |
| Название                                               | Год  | UK                   | U.S.                 | U.S. R&B             | CAN[1]               | AUS                  | GER                  | ITA                  | NL                   | AUT                  | SWI                  | IRE                  | NZ                   | Альбом                 |
| ------------------------------------------------------ | ---- | -------------------- | -------------------- | -------------------- | -------------------- | -------------------- | -------------------- | -------------------- | -------------------- | -------------------- | -------------------- | -------------------- | -------------------- | ---------------------- |
| «Fell in Love with a Boy»                              | 2004 | 18                   | —                    | —                    | —                    | —                    | —                    | 36                   | 42                   | —                    | —                    | 46                   | 23                   | The Soul Sessions      |
| «Super Duper Love»                                     | 2004 | 18                   | —                    | —                    | —                    | —                    | 78                   | —                    | —                    | —                    | —                    | —                    | —                    | The Soul Sessions      |
| «You Had Me»                                           | 2004 | 9                    | —                    | —                    | 29                   | 23                   | 77                   | 15                   | 4                    | 54                   | 40                   | 34                   | 26                   | Mind Body & Soul       |
| «Right to Be Wrong»                                    | 2004 | 29                   | —                    | —                    | —                    | —                    | —                    | 30                   | 14                   | —                    | 46                   | —                    | —                    | Mind Body & Soul       |
| «Spoiled»                                              | 2005 | 32                   | —                    | 54                   | —                    | —                    | —                    | —                    | 24                   | —                    | —                    | —                    | —                    | Mind Body & Soul       |
| «Don't Cha Wanna Ride»                                 | 2005 | 20                   | —                    | —                    | —                    | —                    | 100                  | 38                   | 24                   | —                    | 93                   | —                    | —                    | Mind Body & Soul       |
| «L-O-V-E»                                              | 2007 | 100                  | —                    | —                    | —                    | —                    | —                    | 69                   | —                    | —                    | 75                   | —                    | —                    | Introducing…Joss Stone |
| «Tell Me 'Bout It»                                     | 2007 | 28                   | 83                   | —                    | —                    | —                    | 64                   | 12                   | 8                    | 60                   | 33                   | —                    | —                    | Introducing…Joss Stone |
| «Tell Me What We're Gonna Do Now» (при участии Common) | 2007 | 84                   | —                    | 64                   | 53                   | —                    | 96                   | 55                   | 23                   | —                    | 66                   | —                    | —                    | Introducing…Joss Stone |
| «Baby Baby Baby»                                       | 2008 | —                    | —                    | —                    | —                    | —                    | —                    | —                    | —                    | —                    | —                    | —                    |                      | Introducing…Joss Stone |
| «Free Me»                                              | 2009 | —                    | —                    | —                    | —                    | —                    | —                    | 77                   | —                    | —                    | 50                   | —                    | —                    | Colour Me Free!        |
| «Stalemate»                                            | 2010 | —                    | —                    | —                    | —                    | —                    | —                    | —                    | —                    | —                    | —                    | —                    | —                    | Colour Me Free!        |
| «Somehow»                                              | 2011 | —                    | —                    | —                    | —                    | —                    | —                    | —                    | —                    | —                    | —                    | —                    | —                    | LP1                    |
| «Karma»                                                | 2011 | —                    | —                    | —                    | —                    | —                    | —                    | —                    | —                    | —                    | —                    | —                    | —                    | LP1                    |
| «Don’t Start Lying To Me Now»                          | 2011 | —                    | —                    | —                    | —                    | —                    | —                    | —                    | —                    | —                    | —                    | —                    | —                    | LP1                    |

### Как приглашённый исполнитель
| Название                                                               | Год  | Высшее место в чарте | Высшее место в чарте | Высшее место в чарте | Высшее место в чарте | Высшее место в чарте | Высшее место в чарте | Высшее место в чарте | Альбом                              |
| Название                                                               | Год  | UK                   | U.S.                 | GER                  | ITA                  | NL                   | SWI                  | NOR                  | Альбом                              |
| ---------------------------------------------------------------------- | ---- | -------------------- | -------------------- | -------------------- | -------------------- | -------------------- | -------------------- | -------------------- | ----------------------------------- |
| «Do They Know It's Christmas?» (с Band Aid 20)                         | 2004 | 1                    | —                    | 7                    | 1                    | 4                    | 7                    | 1                    | Выпущен только сингл                |
| «Cry Baby»/«Piece of My Heart» (с Мелиссой Этеридж)                    | 2005 | —                    | 32                   | —                    | —                    | —                    | —                    | —                    | Не альбомный сингл                  |
| «Come Together Now» (с разными артистами)                              | 2005 | —                    | 13[2]                | —                    | —                    | —                    | —                    | —                    | Hurricane Relief: Come Together Now |
| «Cry Baby Cry» (Карлос Сантана при участии Шона Пола и Джосс Стоун)    | 2006 | 71                   | —                    | 47                   | 19                   | 46                   | 29                   | —                    | All That I Am                       |
| «Sing» (с Энни Леннокс)                                                | 2007 | 161                  | —                    | —                    | —                    | —                    | —                    | —                    | Songs of Mass Destruction           |
| «Tip of My Tongue» (Something Sally при участии Джосс Стоун)           | 2008 | —                    | —                    | —                    | —                    | —                    | —                    | 18                   | Familiar Strangers                  |
| «You’re the One for Me» (Смоки Робинсон при участии Джосс Стоун)       | 2009 | —                    | —                    | —                    | —                    | —                    | —                    | —                    | Time Flies When You’re Having Fun   |
| «I Put a Spell on You» (Джефф Бэк при участии Джосс Стоун)             | 2010 | —                    | —                    | —                    | —                    | —                    | —                    | —                    | Emotion And Commotion               |
| «The Best Thing About Me Is You» (Рики Мартин при участии Джосс Стоун) | 2010 | —                    | 74                   | —                    | —                    | —                    | —                    | —                    | Música + Alma + Sexo                |

## Появлялась в альбомах
| Песня                                         | Год  | Артист(ы)                                                | Альбом                                      |
| --------------------------------------------- | ---- | -------------------------------------------------------- | ------------------------------------------- |
| «Issues»                                      | 2004 | Mr. G, Джосс Стоун, Кристи Беу                           | UNITY                                       |
| «Family Affair»                               | 2005 | Джон Ледженд, Ван Хант, Джосс Стоун                      | Different Strokes by Different Folks        |
| «Under Pressure»                              | 2005 | Джосс Стоун                                              | Killer Queen: A Tribute to Queen            |
| «When Love Comes to Town»                     | 2005 | Херби Хэнкок (при участии Джонни Ленга & Джосс Стоун)    | Possibilities                               |
| «Love Sneakin' Up on You»                     | 2005 | Лес Пол (при участии Стинга и Джосс Стоун)               | American Made World Played                  |
| «Cry Baby Cry»                                | 2005 | Карлос Сантана (при участии Шона Пола и Джосс Стоун)     | All That I Am                               |
| «Calling It Christmas»                        | 2005 | Элтон Джон, Джосс Стоун                                  | Elton John's Christmas Party                |
| «Erica»                                       | 2006 | Dead Celebrity Status (при участии Джосс Стоун)          | Blood Music                                 |
| «Anniversary»                                 | 2006 | Lemar (при участии Джосс Стоун)                          | The Truth About Love                        |
| «Gimme Shelter»                               | 2007 | Анжелик Киджо (при участии Джосс Стоун)                  | Djin Djin                                   |
| «I Can’t Believe That You’re in Love with Me» | 2007 | Дин Мартин (при участии Джосс Стоун)                     | Forever Cool                                |
| «Every Night About This Time»                 | 2007 | Dirty Dozen Brass Band (с Джосс Стоун и Бадди Гайем)     | Goin' Home: A Tribute to Fats Domino        |
| «Just Walk on By»                             | 2008 | Джосс Стоун                                              | Randy Jackson's Music Club, Vol. 1          |
| «I Believe to My Soul»                        | 2008 | Дэвид Сэнборн (при участии Джосс Стоун)                  | Here & Gone                                 |
| «Just One Kiss»                               | 2008 | Рафаэл Садик (при участии Джосс Стоун)                   | The Way I See It                            |
| «Unchained Melody»                            | 2008 | Джонни Холлидей (при участии Джосс Стоун)                | Ça ne finira jamais                         |
| «(Heaven Must Have Sent) Your Precious Love»  | 2008 | Tower of Power (при участии Джосс Стоун)                 | Great American Soulbook                     |
| «It Takes Two»                                | 2008 | Tower of Power (при участии Джосс Стоун)                 | Great American Soulbook                     |
| «Love Has Made You Beautiful»                 | 2008 | Джосс Стоун                                              | Serve 3                                     |
| «This Little Light of Mine»                   | 2009 | Бьюик Одра, Джосс Стоун                                  | Oh Happy Day: An All-Star Music Celebration |
| «Who's Your Daddy»                            | 2010 | Ринго Старр (при участии Джосс Стоун)                    | Y Not                                       |
| «Let the Good Times Roll»                     | 2010 | Дэвид Сэнборн (при участии Джосс Стоун)                  | Only Everything                             |
| «I Put a Spell on You»                        | 2010 | Джефф Бэк (при участии Джосс Стоун)                      | Emotion And Commotion                       |
| «There’s No Other Me»                         | 2010 | Джефф Бэк (при участии Джосс Стоун)                      | Emotion And Commotion                       |
| «My Generation»                               | 2010 | Nas и Дэмиан Марли (при участии Джосс Стоун и Lil Wayne) | Distant Relatives                           |
| «The Best Thing About Me Is You»              | 2010 | Рики Мартин (при участии Джосс Стоун)                    | Música + Alma + Sexo                        |
| «Other Half of Me»                            | 2011 | The E Family (при участии Джосс Стоун)                   | Now & Forever                               |

## Появлялась в саундтреках
| Песня                                      | Год  | Артист(ы)                       | Фильм или сериал                       |
| ------------------------------------------ | ---- | ------------------------------- | -------------------------------------- |
| «Wicked Time»                              | 2004 | Джосс Стоун, Надира «Nadz» Саид | Красавчик Алфи, или Чего хотят мужчины |
| «Lonely Without You»                       | 2004 | Джосс Стоун, Мик Джаггер        | Красавчик Алфи, или Чего хотят мужчины |
| «Alfie»                                    | 2004 | Джосс Стоун                     | Красавчик Алфи, или Чего хотят мужчины |
| «Super Duper Love (Are You Diggin' on Me)» | 2004 | Джосс Стоун                     | Принц и я                              |
| «Super Duper Love (Are You Diggin' on Me)» | 2004 | Джосс Стоун                     | Бриджит Джонс: Грани разумного         |
| «Super Duper Love (Are You Diggin' on Me)» | 2005 | Джосс Стоун                     | Если свекровь — монстр                 |
| «What Ever Happened to the Heroes»         | 2005 | Джосс Стоун                     | Фантастическая четвёрка                |
| «Treat Me Right (I’m Yours for Life)»      | 2005 | Джосс Стоун                     | Отчаянные домохозяйки                  |
| «Stir It Up»                               | 2005 | Патти Лэбель, Джосс Стоун       | Цыплёнок Цыпа                          |
| «How Can You Mend a Broken Heart»          | 2008 | Эл Грин, Джосс Стоун            | Секс в большом городе                  |
| «4 and 20»                                 | 2010 | Джосс Стоун                     | День Святого Валентина                 |

## Сотрудничество
| Год  | Песня                       | Альбом — исполнитель, информация |
| ---- | --------------------------- | --- |
| 2004 | «Tengo Derecho a Estar Mal» | Lipstick — Алехандра Гусман (Испаноязычная кавер-версия песни «Right to Be Wrong»)                                                               |
| 2007 | «Right to Be Wrong»         | Live! No Room to Move — Big House Blues Band (кавер-версия)                                                                                      |
| 2009 | (неопознанная песня)        | Say Something Strong — Джои Дегроу (бэк-вокал — Джосс Стоун)                                                                                     |
| 2009 | «Unbreakable»               | Roots To Grow — Штефани Хайнцман (авторы — Джосс Стоун и Дэнис ван Донселаар, также известный как Дэннис; песня была выпущена в качестве сингла) |
| 2009 | «Unbreakable»               | EP — Beach Girl 5 (авторы — Джосс Стоун и Дэнис ван Донселаар, также известный как Дэннис; песня была выпущена в качестве сингла)                |
| 2010 | «We Are The Ones»           | Fearless Love — Мелисса Этеридж (бэк-вокал — Джосс Стоун и Наташа Бедингфилд)                                                                    |
| 2010 | «Unbreakable»               | Blonde — Дэннис (авторы — Джосс Стоун и Дэнис ван Донселаар, также известный как Дэннис; песня была выпущена в качестве сингла)                  |
| 2011 | «Gypsy Girl and Me»         | The Blackbird Diaries — Дэйв Стюарт (бэк-вокал — Джосс Стоун)                                                                                    |

## Другие песни
- «Come Home» — записана в период времени между The Soul Sessions и Mind Body & Soul, появившись в качестве бонус-трека в нескольких изданиях
- «Not Real Love» — не вошла в финальный список композиций альбома Introducing…Joss Stone
- «I Wish» — не вошла в финальный список композиций альбома Introducing…Joss Stone
- «Flower Child» — появилась на личной странице Гая Чемберса на MySpace
- «Busfull of Love» — появилась на личных страницах Гая Чемберса на MySpace и Джосс Стоун в социальной медиа-сети imeem в период рождества 2007 года
- «What If I» — появилась в imeem на личной странице певицы в период рождества 2007 года
- «I Can’t Breathe» — появилась в imeem на личной странице певицы в период рождества 2007 года
- «Love What You’re Given» — появилась в imeem на личной странице певицы в период рождества 2007 года
- «Did I Forget» — появилась в imeem на личной странице певицы в период рождества 2007 года
- «Mama’s Got a Brand New Bag» — появилась в imeem на личной странице певицы в период рождества 2007 года
- «Mr. Wankerman» — появилась в imeem на личной странице певицы в период рождества 2007 года
- «The Anti-Christmas Carol» — была представлена на официальном сайте певицы во время рождественских праздников 2008 года
- «Governmentalist» — цифровой сингл, созданный в соавторстве с Авой Ли, записан вместе с Насом в 2008 году.
- «I’ll Take It All» — с Дэйвом Стюартом, появилась в игре 2010 года «Blood Stone»

## DVD/Видео и появления на DVD

### DVD
- Mind, Body & Soul Sessions: Live in New York City
  - Выпущен: 13 декабря 2004

### Появления на DVD
| Год  | Песня                                                                         | DVD — Исполнитель                                          |
| ---- | ----------------------------------------------------------------------------- | ---------------------------------------------------------- |
| 2007 | «You Had Me», «Under Pressure» и «Ain’t That A Lot Of Love» (с Томом Джонсом) | «Concert for Diana» — Выступления многих певцов и артистов |
| 2008 | «People Get Ready»                                                            | «Performing This Week: Live at Ronnie Scott's» — Джефф Бэк |

## Музыкальные видеоклипы
| Название                                 | Год  | Режиссёр(ы)       |
| ---------------------------------------- | ---- | ----------------- |
| «Fell in Love with a Boy»                | 2003 | Зинга Стюарт      |
| «Super Duper Love»                       | 2004 | Дэвид Лашапель    |
| «You Had Me»                             | 2004 | Крис Робинсон     |
| «Right to Be Wrong»                      | 2004 | Лиз Фридлендер    |
| «Spoiled (песня)\|Spoiled»               | 2005 | Джозеф Кан        |
| «Don't Cha Wanna Ride»                   | 2005 | Уэйн Ишам         |
| «Tell Me 'bout It»                       | 2007 | Брайан Барбер     |
| «Tell Me What We're Gonna Do Now»        | 2007 | Санаа Хамри       |
| «Gimme Shelter»                          | 2007 | Нобл Джонс        |
| «The Anti-Christmas Carol»               | 2008 | Неизвестно        |
| «Baby Baby Baby»                         | 2009 | Брат Джосс Стоунa |
| «Stand Up to Cancer»                     | 2010 | Джесси Дилан      |
| «Miracle Worker»                         | 2011 | Пол Бойд          |
| «Karma»                                  | 2011 | Неизвестно        |
| «While You’re Out Looking for Sugar»     | 2012 | Неизвестно        |
| «The High Road»                          | 2012 | Брайан Савельсон  |
| «The Love We Had (Stays on My Mind)»     | 2013 | Aнит 'Oн' Башар   |
| «No Man’s Land (Green Fields of France)» | 2014 | Руперт Брайан     |
| «The Answer»                             | 2015 | Джосс Стоун       |
| «Stuck on You»                           | 2015 | Угo Сплаш         |
| «Oceans»                                 | 2017 | Неизвестно        |
| «This Time»                              | 2018 | Сара Коппель      |
| «My Love Goes On»                        | 2019 | Неизвестно        |
| «Lean on Me»                             | 2020 | Дом Лион          |
| «Walk With Me»                           | 2020 | Неизвестно        |
| «Never Forget My Love»                   | 2021 | Пол Бойд          |
| «Breaking Each Other's Hearts»           | 2021 | Брайан Тоторо     |
| «Oh To Be Loved By You»                  | 2022 | Неизвестно        |
| «Bring On The Rain»                      | 2022 | Неизвестно        |

## Дополнительная информация
1. ^ 2004-2006: Canadian Singles Chart; 2007-по настоящее время: Canadian Hot 100
2. ^ Ссылка на чарт Hot 100 Singles Sales